# シャバダバふじ
シャバダバふじ（本名、藤井 浩貴（ふじい ひろき）。1984年3月12日 - ）は日本のお笑い芸人。元お笑いコンビ・シャバダバのツッコミ（相方のお兄ちゃんは2011年3月10日に引退）。東京NSC8期生。
広島県出身。エキサイティング・トリガー所属。B型。星座は魚座。身長168cm、体重62kg。

## 略歴
- 2002年、東京NSC8期に入学。2004年にシャバダバ結成。2011年解散。
- 2012年　ももみじ(シャバダバふじ&涼本めぐみ、作曲輝-Akira-)としてCDデビュー。
- 2012年10月　アメブロでやっているブログが芸能人オフィシャルブログになる。
- 2013年1月　ニコニコちゃんねる「スカイクラッドTV」にて「金曜【生】アイドルショー すずばんF」が開始。

（出演…涼本めぐみ、シャバダバふじ、輝-Akira-）
※すずばんＦのＦはふじのＦらしい。（番組トークより）
- 2013年5月3日　アキバMC芸人　フジトーク
- 2020年11月27日、クラブチッタ川崎で行われた「LADY MADONNA-拡大版-I saw her standing there～その時ハートは盗まれた～」でMCを担当[1]。
- 2024年2月17日、東京・duo MUSIC EXCHANGEで行われた「FALENO FES」で昼夜2公演ともMCを担当[2]。

## 人物
- 年間イベントMC約250本をこなすMC芸人[3][4]。「ミスFLASH」などアイドル関連のイベント司会、劇場版『ONE PIECE STAMPEDE』発表会のMCなどジャンルも多岐にわたる[5]。
- 生粋のディズニーマニア。
- 容姿が上地雄輔に似ていることを度々ネタにしており、コンビ時代に出したDVDの中でも上地の物真似を披露している。

## 出演

### テレビ
- あらびき団（2008年7月2日、TBS）ユニット「エキトリ合唱団」として[3]
- エンタの神様（2009年3月7日、日本テレビ） キャッチコピーは『逸脱のスキャット』
- ヴィーナスフェスタ（2009年4月 - 2011年3月、エンタ!371） - メインMC
- ヴィーナスフェスタDX（2011年4月 - 2011年9月、エンタ!371） - メインMC

- 胸キュン!アリスたーず（2011年10月16日[6] ‐ 2012年3月18日[7]、エンタ!371） - MC
- ドキドキ!アリスた〜ず★（2012年4月17日[8] - 9月20日[9]、エンタ!371→エンタ!959） - MC
- 営業の達人(2015年10月、TOKYO MX) メインMC
- 今日のあまつか（2016年、エンタ!959） - 代理MC、次期MC

### 配信
- イベルトOnlineファン感謝祭 2021 1st（2021年7月18日、イベルト!）